# Judolia quadrata
Judolia quadrata là một loài bọ cánh cứng trong họ Cerambycidae.